# Colliure
Colliure o Collioure (en catalán: Cotlliure; en español: Colibre) es una comuna de Francia perteneciente al departamento de los Pirineos Orientales, en la región de Occitania. Está situada junto a la costa del mar Mediterráneo.

## Toponimia
Hay testigos de que entre los s. VII y XIV, se le llamaba al sitio con su antiguo nombre vasco Kaukoliberri (español: Villanueva de Kau), a causa de haber existido, ya antes de la invasión romana, otro vecino nuevo poblado: Iliberri (español: Villanueva), hoy Elna.
En francés su nombre es Collioure, en catalán Cotlliure, y en castellano antiguo Colibre.
En español moderno, se pueden encontrar la forma francesa Collioure (documentada desde el siglo XVIII) y la forma ligeramente españolizada Colliure (atestiguada desde 1587 en La historia del muy alto e invencible rey don Jayme de Aragón de Bernardino Gómez Miedes). En ambos casos, la pronunciación es generalmente cercana a la del francés, es decir, sin pronunciar la -e final.

## Historia
Pertenece a la histórica comarca del Rosellón. Fue célebre desde la época de los Reyes de Mallorca. A principios del siglo XX, Henri Matisse y André Derain, acudieron a esta localidad atraídos por la luz de su puerto pesquero y el colorido de sus casas que plasmaron en sus lienzos.
En esta localidad falleció el poeta Antonio Machado en el exilio y está enterrado en su antiguo cementerio junto a su madre. El novelista inglés Patrick O'Brian vivió también este pueblo desde 1949 hasta 1998, y tras su muerte dos años después en Dublín su viuda lo enterró en el nuevo cementerio de Colliure situado a las afueras.
Estuvo ocupada por el ejército español durante seis meses en 1794.

## Geografía

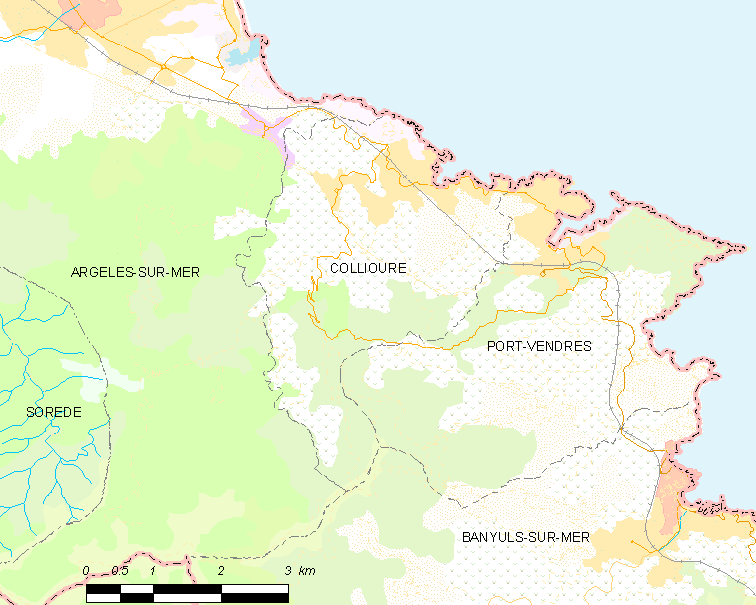

## Demografía

Población 1962-2008

| 1946 | 1954 | 1962 | 1968 | 1975 | 1982 | 1990 | 1999 | 2006 | 2010 | 2017 |
| ---- | ---- | ---- | ---- | ---- | ---- | ---- | ---- | ---- | ---- | ---- |
| 2516 | 2587 | 2652 | 2525 | 2516 | 2527 | 2726 | 2763 | 2937 | 2989 | 2427 |

## Lugares de interés
- Castillo Real de Colliure
- Tumba de Antonio Machado
- Museo de Colliure (Fondo Peské).[8]

## Celebraciones destacadas
- Processó de la Sanch

## Ciudades hermanadas
- Soria (España)
- Cadaqués (España)

## Galería de imágenes

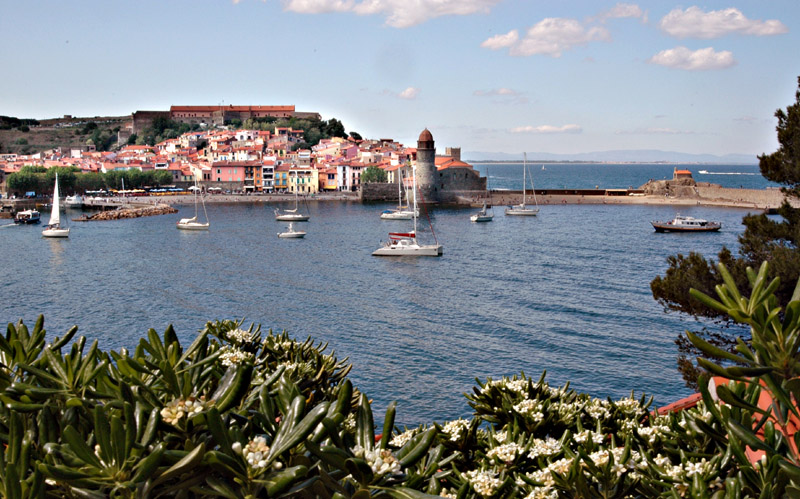
Vista de Colliure
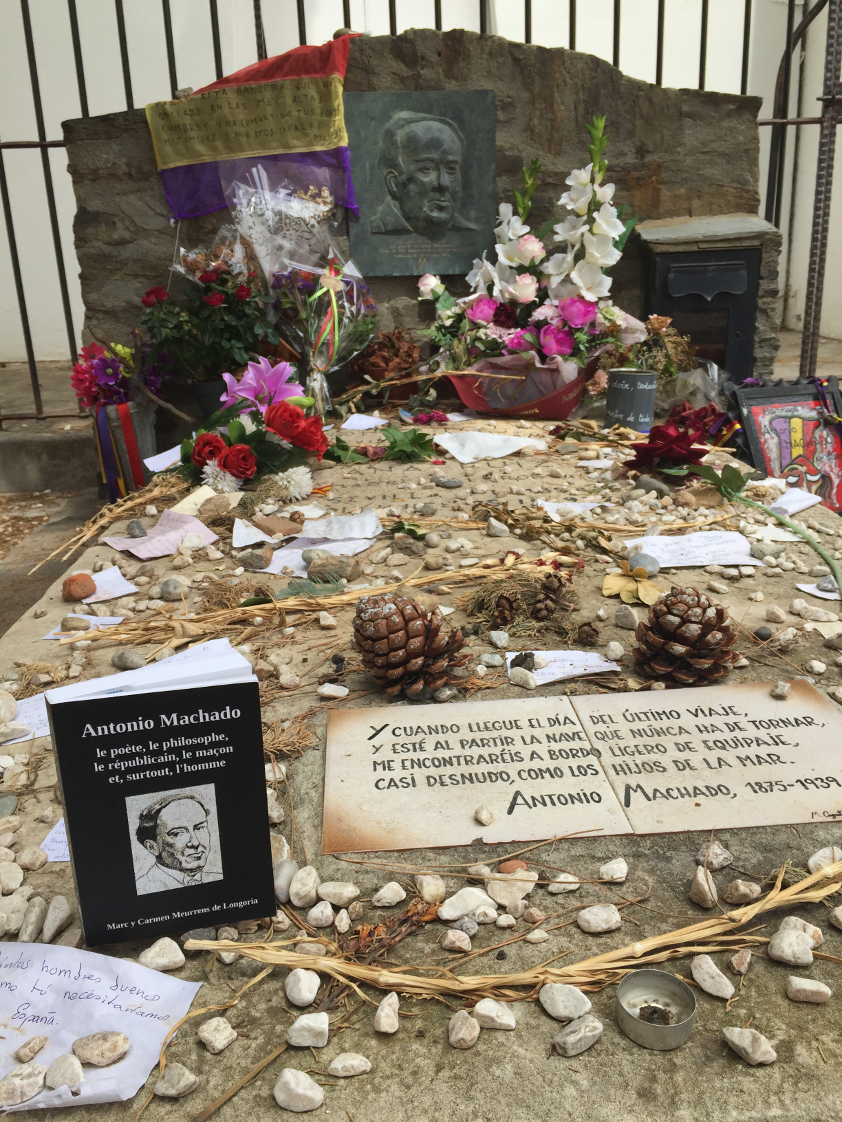
La tumba de Antonio Machado en el cementerio de Colliure
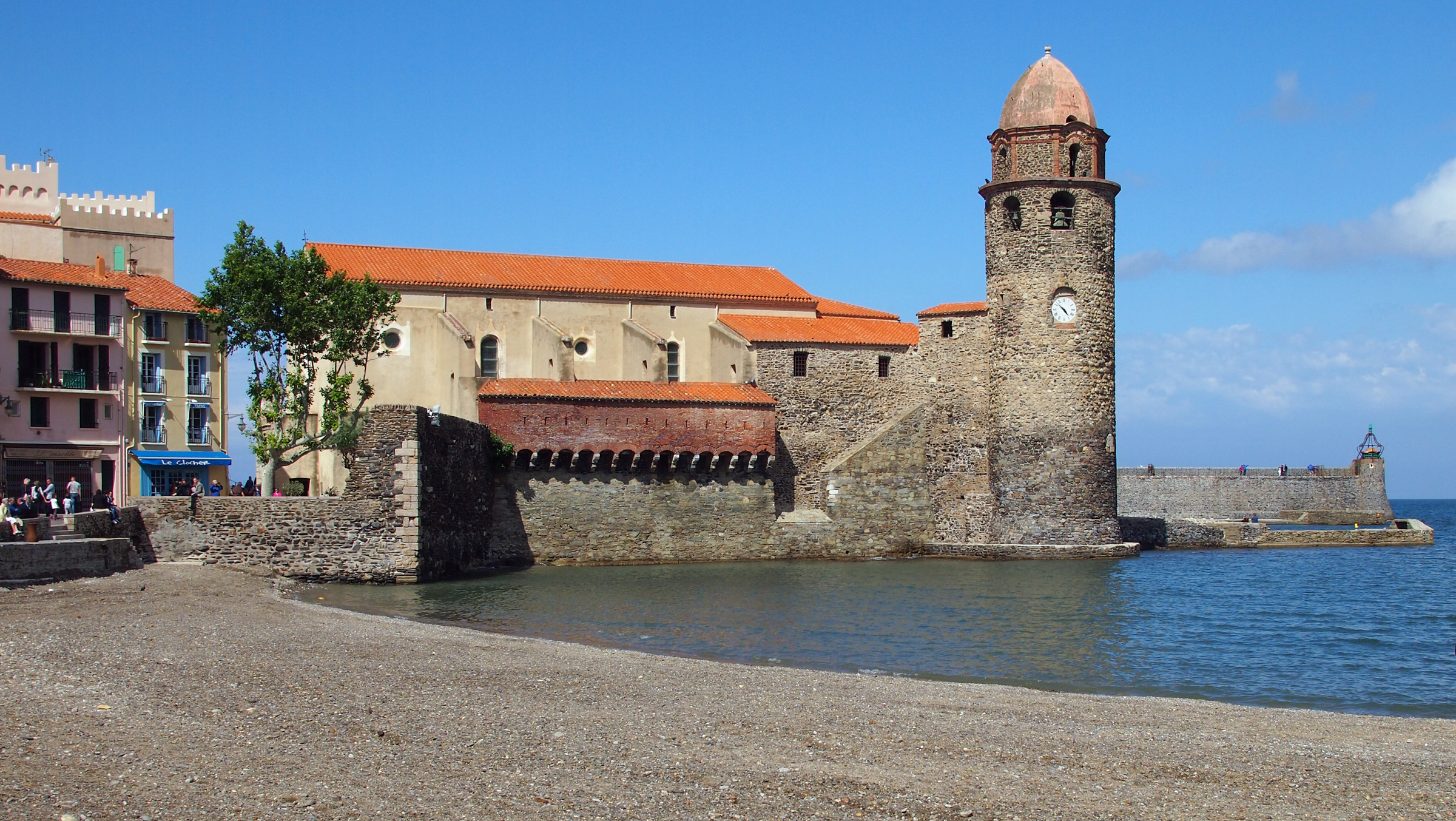
Iglesia de Colliure
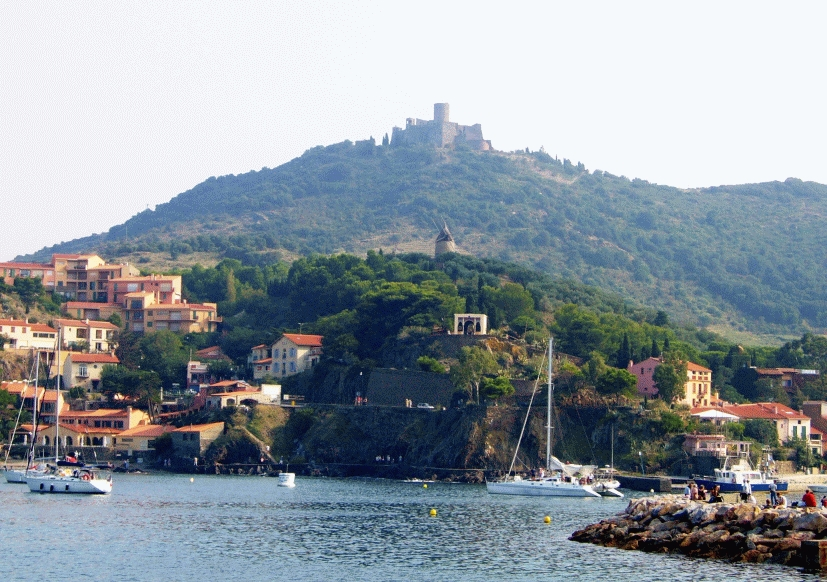
Castillo de Colliure
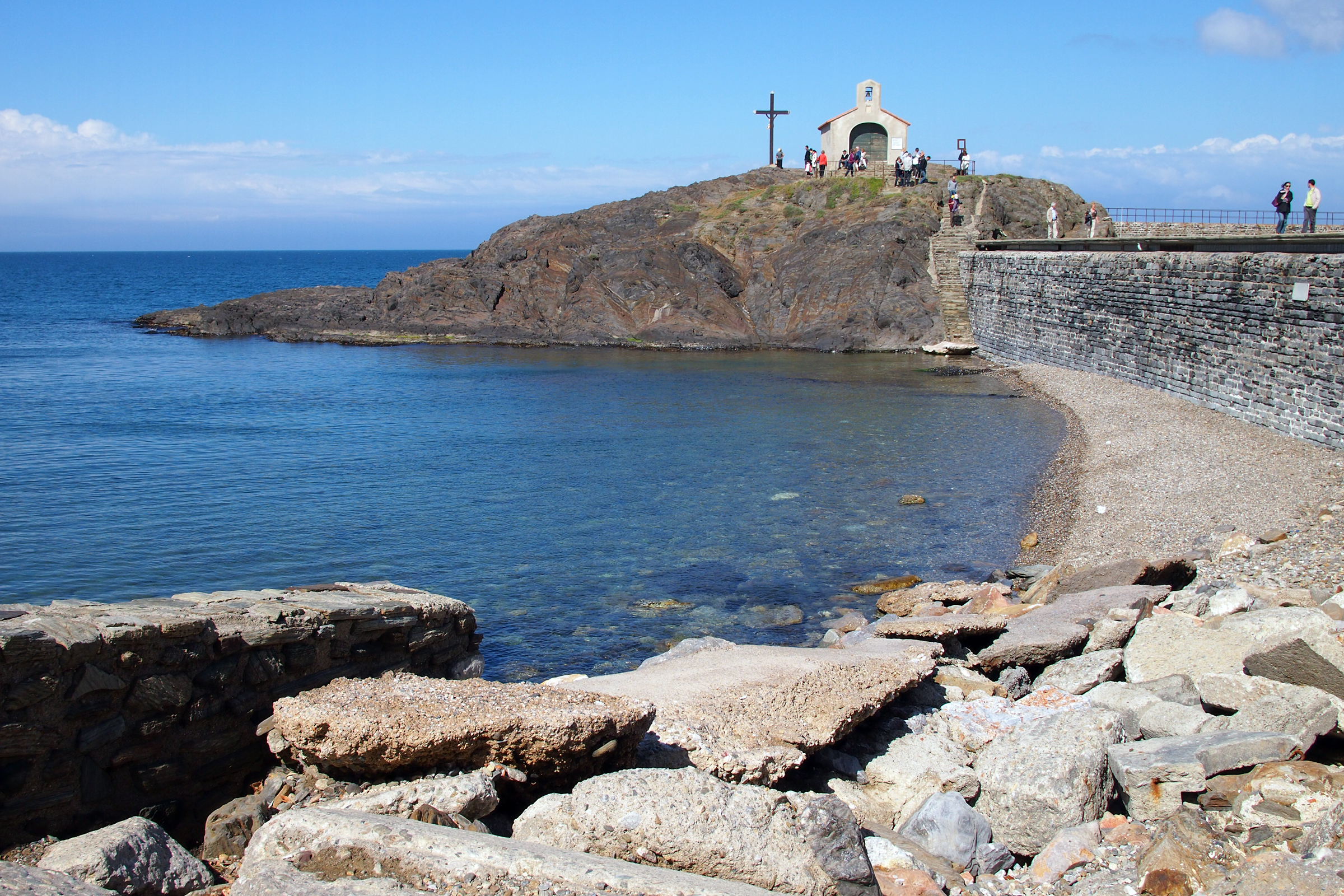
Capilla de San Vicente
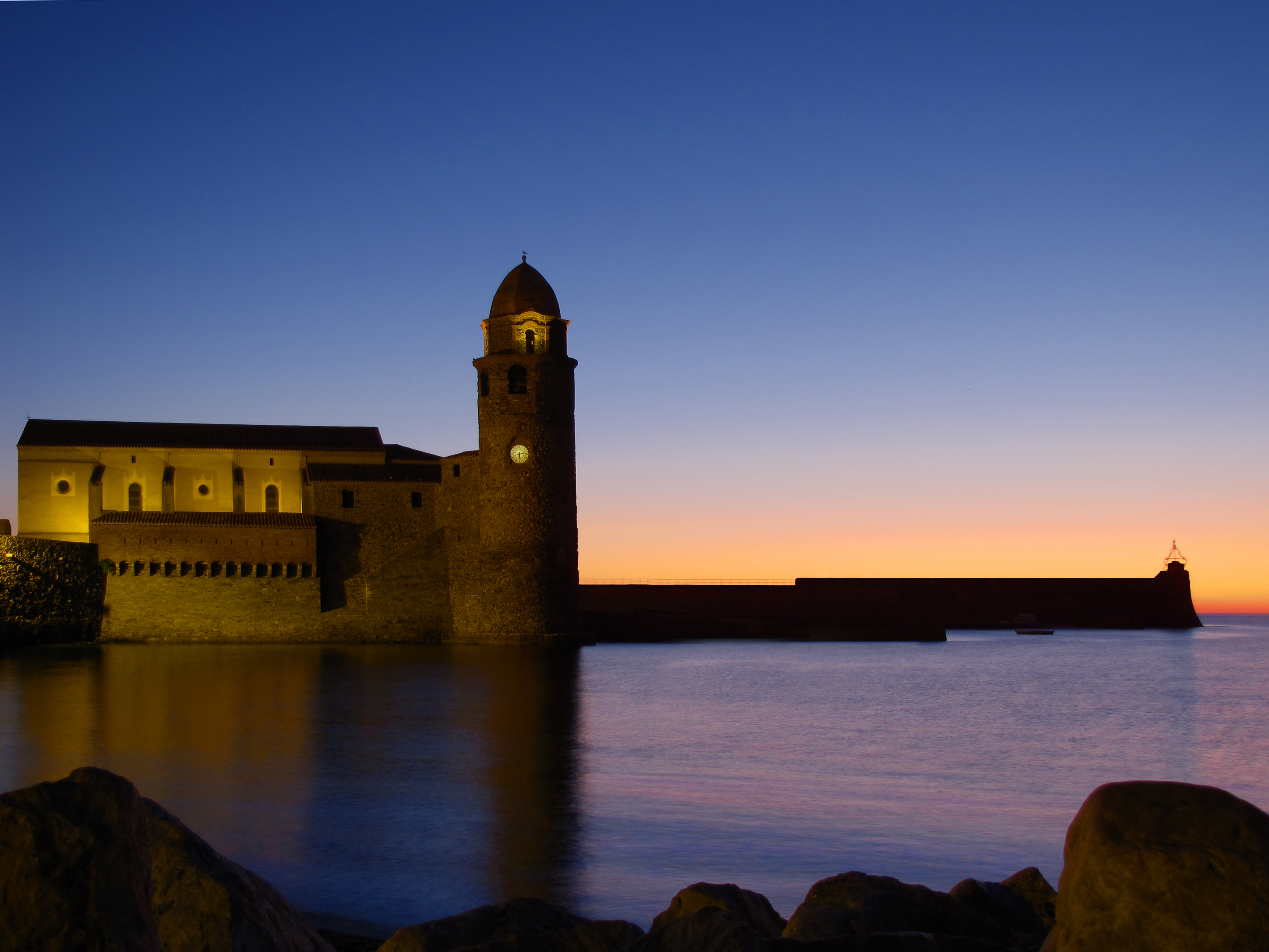
Vista por la mañana de la iglesia de Santa María de Colliure
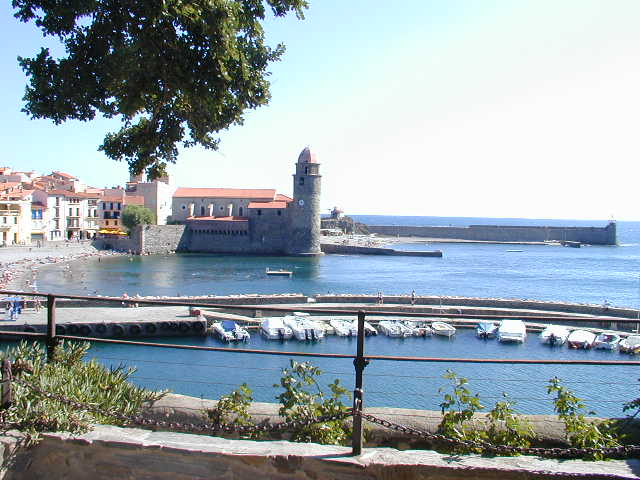
Ensenada de Colliure
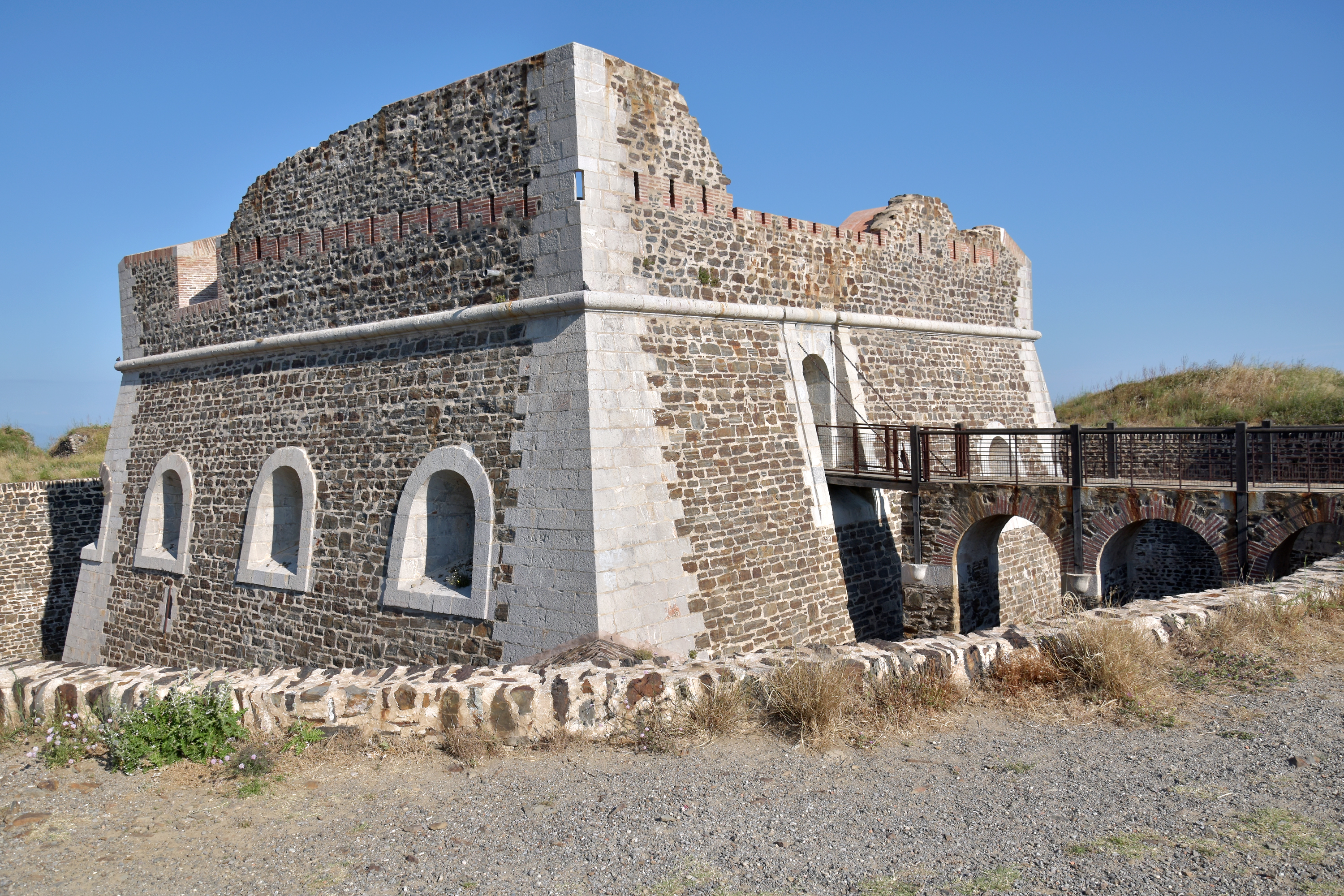
Fort carré
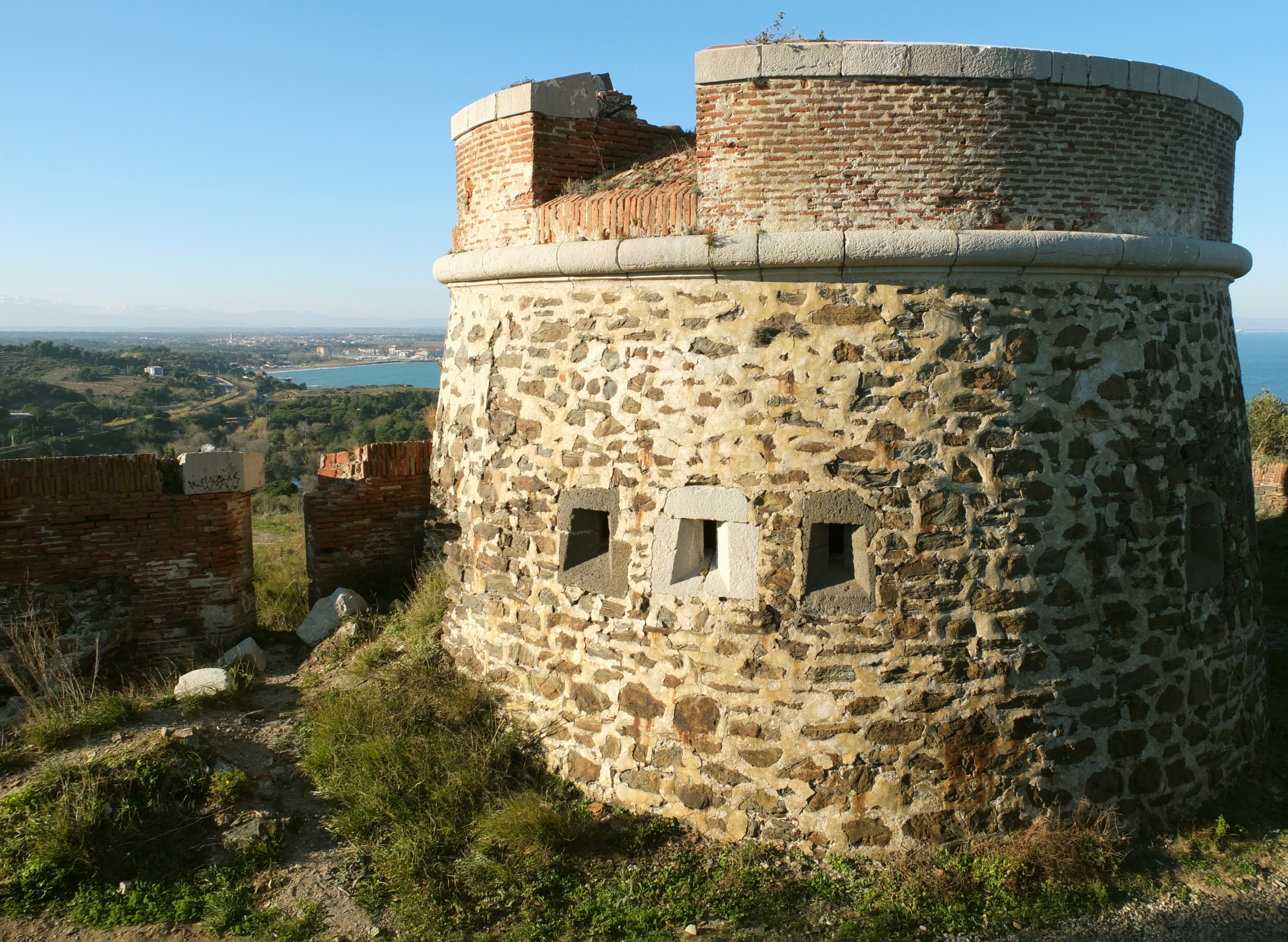
Tour de l' Etoile